# ميلز واتسون
ميلز واتسون (بالإنجليزية: Mills Watson)‏ هو ممثل أمريكي، ولد في 10 يوليو 1940 في الولايات المتحدة.

## أعمال

### أفلام
- (1973) بابيلون[4][5][6]
- (1983) كوجو

### مسلسلات
- الرجل الأخضر الخارق
- ذا والتونز

## وصلات خارجية
- ميلز واتسون على موقع IMDb (الإنجليزية)
- ميلز واتسون على موقع ألو سيني (الفرنسية)
- ميلز واتسون على موقع تيرنر كلاسيك موفيز (الإنجليزية)
- ميلز واتسون على موقع أول موفي (الإنجليزية)
- ميلز واتسون على موقع قاعدة بيانات الأفلام السويدية (السويدية)
- ميلز واتسون على موقع قاعدة بيانات الفيلم (الإنجليزية)
- ميلز واتسون على موقع كينوبويسك (الروسية)